# Somianka
Somianka is een dorp in het Poolse woiwodschap Mazovië, in het district Wyszkowski. De plaats maakt deel uit van de gemeente Somianka en telt 510 inwoners.